# Społeczno-zawodowa organizacja rolników
Społeczno-zawodowa organizacja rolników – dobrowolne zrzeszenie rolników, mające na celu reprezentowania potrzeb oraz bronienia zawodowych i społecznych interesów rolników indywidualnych. Organizacja działa na rzecz rozwoju indywidualnych gospodarstw rolnych oraz wzrostu produkcji, poprzez zapewnienia opłacalności produkcji rolniczej i należytego wyposażenia rolnictwa w środki produkcji. Ponadto troszczy się o wysoką rangę zawodu rolnika, poprawę warunków życia i pracy ludności wiejskiej. Uczestniczy w kształtowaniu i realizacji polityki państwa na rzecz postępu gospodarczego, społecznego, socjalnego oraz kulturalnego i oświatowego wsi.

## Powołanie organizacji rolników
Na podstawie ustawy z 1982 r. o społeczno-zawodowych organizacjach rolników ustanowiono regulacje określające zasady funkcjonowanie organizacji rolników. Rozporządzeniem Rady Ministrów 1983 r. w sprawie wykonania niektórych przepisów ustawy o społeczno-zawodowych organizacjach rolników zobowiązano organy administracji państwowej do współdziałania z organizacjami rolników.

## Prawo zrzeszania się w organizacjach rolników
Prawo zrzeszania się w organizacjach rolników mają rolnicy indywidualni i członkowie ich rodzin oraz inne osoby związane bezpośrednio charakterem swej pracy z rolnictwem.
Społeczno-zawodowe organizacje rolników działają zgodnie z konstytucyjnymi zasadami ustrojowymi Rzeczypospolitej Polskiej, powszechnie obowiązującymi przepisami prawa, na podstawie zarejestrowanego statutu, zgodnego z tymi zasadami i przepisami.
Społeczno-zawodowe organizacje rolników są niezależne od organów administracji państwowej oraz państwowych i społecznych jednostek organizacyjnych i organizacji. Działają poprzez ustalone w uchwalanych przez siebie statutach i wybierane w sposób demokratyczny organy, a także określają w sposób samodzielny, w ramach obowiązujących przepisów prawa, zakres i formy swojej działalności.

## Rodzaje organizacji rolników
Społeczno-zawodowymi organizacjami rolników, są:
- kółka rolnicze;
- rolnicze zrzeszenia branżowe;
- związki rolników, kółek i organizacji rolniczych;
- związki rolniczych zrzeszeń branżowych.

## Uprawnienia organizacji rolników
Organizacje rolników, reprezentując potrzeby oraz interesy zawodowe i społeczne rolników indywidualnych, uczestniczą w:
- kształtowaniu i realizacji polityki rolnej i społecznej w zakresie: rozwoju i ochrony własności indywidualnych gospodarstw rolnych,
- gospodarki ziemią, ochrony gruntów rolnych, gospodarki wodnej, nasiennictwa i hodowli zwierząt,
- infrastruktury rolniczej i społecznej wsi,
- ochrony środowiska naturalnego,
- rzeczowych ubezpieczeń rolnych,
- systemu kredytowego i podatkowego w stosunku do indywidualnych gospodarstw rolnych,
- ochrony zdrowia ludności wiejskiej, zabezpieczenia socjalnego mieszkańców wsi,
- rozwoju oświaty, kultury, sportu oraz turystyki na wsi;
- ustalaniu poziomu i zasad kształtowania cen na środki produkcji rolniczej i usług dla rolnictwa,
- określaniu wielkości i zasad zaopatrzenia gospodarstw indywidualnych w środki produkcji oraz w ocenie ich jakości,
- ustalaniu warunków kontraktacji oraz cen skupu i sprzedaży produktów rolnych, usług produkcyjnych dla rolnictwa i usług dla ludności wiejskiej oraz norm i zasad klasyfikacji produktów rolnych,
- ustalaniu zasad i warunków kooperacji w rolnictwie;
- opracowywaniu planów społeczno-gospodarczych w części dotyczącej wsi i rolnictwa, a także planów zagospodarowania przestrzennego gmin i wsi;
- sprawowaniu społecznej kontroli nad funkcjonowaniem jednostek organizacyjnych obsługujących rolnictwo i mieszkańców wsi.

## Sposób realizacji uprawnień
Uprawnienia organizacje rolników realizują poprzez:
- przedkładanie właściwym organom państwowym i państwowym jednostkom organizacyjnym oraz organizacjom spółdzielczym i innym organizacjom powołanym do wykonywania zadań na rzecz rolnictwa indywidualnego swego stanowiska w postaci opinii, wniosków, postulatów i żądań,
- inicjowanie regulacji prawnych oraz opiniowanie projektów lub udział w opracowywaniu aktów prawnych oraz udział w negocjacjach,
- prowadzenie analizę kosztów produkcji rolniczej i kosztów utrzymania oraz kształtowania się dochodów rolników.

## Kontrola społeczna organizacji rolników
Organizacje rolników uprawnione są do wykonywania przez upoważnionych swoich przedstawicieli kontroli społecznej jednostek organizacyjnych i organizacji w zakresie:
- zaopatrzenia gospodarstw rolnych w środki produkcji i materiały inwestycyjne;
- realizacji umów kontraktacyjnych oraz skupu produktów rolnych;
- świadczenia usług dla rolnictwa i ludności wiejskiej;
- realizowanych na potrzeby gospodarstw rolnych inwestycji melioracyjnych, wodnych, energetycznych i innych;
- likwidacji szkód losowych i łowieckich.

## Działalność na rzecz rozwoju gospodarstw indywidualnych
W zakresie działalności na rzecz rozwoju indywidualnych gospodarstw rolnych oraz postępu gospodarczego, społecznego i socjalnego na wsi, a także kształtowania społecznych wzorów postępowania i postaw obywatelskich, organizacje rolników mogą, w szczególności:
- inicjować i udzielać pomocy w rozwijaniu i wdrażaniu postępu rolniczego, technicznego i socjalnego w indywidualnych gospodarstwach rolnych i wiejskich gospodarstwach domowych oraz upowszechniać doświadczenia przodujących rolników;
- udzielać pomocy w podnoszeniu produkcji gospodarstw rolnych oraz rozwijaniu przez nie specjalizacji i kooperacji;
- udzielać rolnikom rady i pomocy w wyborze oraz stosowaniu racjonalnych form i metod gospodarowania, stosowaniu właściwych zabiegów i środków agrotechnicznych, zootechnicznych oraz technologii w produkcji rolniczej, przechowalnictwie i przetwórstwie produktów rolnych;
- udzielać pomocy w prawidłowej organizacji gospodarstw i prowadzeniu rachunkowości rolnej;
- rozwijać różnorodne formy współdziałania produkcyjnego i pomocy sąsiedzkiej;
- upowszechniać wiedzę zawodową i społeczną wśród rolników oraz młodzieży wiejskiej;
- uczestniczyć w organizowaniu praktyk rolniczych dla uczniów i studentów szkół rolniczych;
- organizować poradnictwo prawne na rzecz rolników;
- inicjować działania zmierzające do poprawy warunków życia i pracy ludności wiejskiej;
- udzielać pomocy rodzinom wiejskim w wychowywaniu i kształceniu oraz zapewnianiu właściwego wypoczynku dzieciom i młodzieży wiejskiej;
- podejmować działania w zakresie poprawy stanu zdrowia ludności wiejskiej oraz opieki społecznej na wsi;
- upowszechniać racjonalne metody prowadzenia gospodarstw domowych i żywienia rodziny;
- oddziaływać na kształtowanie etyki zawodowej i podnoszenie społecznej rangi zawodu rolnika;
- rozwijać działalność oświatową i kulturalną na wsi.

## Inne formy aktywności organizacji rolników
Organizacje rolników mogą inicjować, organizować i prowadzić działalność gospodarczą i socjalną, w zakresie określonym w statutach, na zasadach przewidzianych w przepisach, a w szczególności:
- inicjować i prowadzić działalność usługową, produkcyjną i handlową na potrzeby rolników i ludności wiejskiej;
- inicjować i organizować pomoc dla rolników i ludności wiejskiej w wytwarzaniu materiałów budowlanych z surowców miejscowych oraz pomagać w zaspokajaniu potrzeb w zakresie maszyn i sprzętu;
- inicjować i organizować kooperację produkcyjną służącą intensyfikacji i specjalizacji produkcji rolniczej oraz zagospodarowywaniu lasów stanowiących własność rolników indywidualnych;
- prowadzić placówki opiekuńczo-wychowawcze, opieki zdrowotnej i społecznej;
- inicjować i organizować czyny społeczne.

## Uprawnienia organizacji rolników
Organizacje rolników mogą przystępować do:
- międzynarodowych organizacji rolniczych;
- ponadnarodowych organizacji rolniczych reprezentujących interesy zawodowe rolników indywidualnych wobec instytucji Unii Europejskiej.

Koszty związane z uczestnictwem organizacji rolników w organizacjach, dofinansowywane są na zasadach określonych w przepisach o izbach rolniczych.